# مریم فرهانیان
مریم فرهانیان (زاده ۲۴ دی ۱۳۴۲ آبادان - شهادت ۱۳ مرداد ۱۳۶۳ آبادان) نظامی و پرستار ایرانی بود، که در خلال جنگ ایران و عراق از اعضای نیروی مقاومت بسیج سپاه پاسداران انقلاب اسلامی بشمار می‌آمد.
وی در سال ۱۳۶۰ به‌عنوان نیروی بسیج، فعالیت امدادی در بیمارستان امام خمینی آبادان را آغاز کرد و به مدت ۳ سال، بعنوان پرستار در بیمارستان‌های مختلف آبادان فعالیت می‌کرد و در طول این مدت، یک بار مجروح گردید. فرهانیان در سال ۱۳۶۳ بر اثر اصابت ترکش خمپاره در آبادان شهید شد. سالروز شهادت وی، در تقویم جمهوری اسلامی ایران، به‌عنوان روز بسیج جامعه زنان نامگذاری شده‌است.